# Afroapoderus simplex
Afroapoderus simplex es una especie de coleóptero de la familia Attelabidae.

## Distribución geográfica
Habita en Camerún, Gabón y Guinea.